# Maurice Duggan
Maurice Noel Duggan (* 25. November 1922 in Auckland; † 11. Dezember 1974 in Takapuna, North Shore City, Region Auckland, Nordinsel, Neuseeland) war ein neuseeländischer Schriftsteller und Werbetexter, der neben Katherine Mansfield und Frank Sargeson zu den größten Autoren von Kurzgeschichten und literarischen Stilisten Neuseelands zählte. Er wurde 1959 mit dem renommierten Esther Glen Award ausgezeichnet und war 1960 der zweite Inhaber der Robert Burns Fellowship, die als Neuseelands bedeutendste Fellowship auf dem Gebiet der Literatur angesehen wird. 

## Leben

### Herkunft, Kindheit und Amputation des linken Fußes
Duggan war der Sohn von Robert Harbron Duggan, der nach dem Tod von dessen erster Frau von Irland nach Neuseeland auswanderte und später Manager bei George Court and Sons Limited wurde, einem großen Kaufhaus in Auckland. Nach der Einwanderung heiratete Robert Duggan in zweiter Ehe Maurice Duggans Mutter, Mary Ellen Condon, eine in Neuseeland geborene Frau, die ebenfalls irischer Abstammung war. Aus der Ehe gingen neben ihm drei Schwestern und ein älterer Halbbruder aus der ersten Ehe des Vaters hervor. Als Mary Duggan im Mai 1930 plötzlich an einem Herzfehler verstarb, heiratete Robert Duggan weniger als 18 Monate später zum dritten Mal, was zu Spannungen in der Familie führte, die später von Duggan literarisch verarbeitet wurde. 1935 verließ Robert Duggan George Court and Sons Limited und verzog mit seiner Familie nach Paeroa, wo er ein eigenes Geschäft eröffnete.
1936 kehrte Maurice Duggan nach Auckland zurück, um das dortige Sacred Heart College zu besuchen. Unglücklich über die schulische Umwelt und dem katholischen Glauben, in dem er aufgewachsen war, blieb er dort jedoch weniger als neun Monate, ehe er nach Paeroa zurückkehrte. Er arbeitete in verschiedenen Jobs, ebenso als er 1938 erneut nach Auckland zurückkehrte. 
1940 erkrankte Duggan als 18-Jähriger an akuter Osteomyelitis in seinem linken Fuß, der schließlich bei einem Krankenhausaufenthalt amputiert werden musste. Der Verlust war verheerend. Während nachfolgenden langen Zeit der Erholung sowie der einsamen Jahre im Zweiten Weltkrieg begann er sein Interesse für Lesen und dann für das Schreiben als ein Weg zur Herausgabe seiner aufgestauten Gefühle. 

### Förderung durch Frank Sargeson und Entwicklung seines Schreibstils
Im Februar 1944 lernte er Frank Sargeson in Takapuna kennen, und dieser ältere, bereits anerkannte Schriftsteller wurde schnell zu seinem literarischen Mentor. Sargeson stellte Duggan anderen aufstrebenden Autoren aus der Region Auckland vor wie Greville Texidor und John Reece Cole. Nach Ende des Zweiten Weltkrieges kehrten auch junge Literaten wie Keith Sinclair und Kendrick Smithyman nach Neuseeland zurück. Diese Aucklander Autoren wurden zu Duggans lebenslangen Freunden. Bei einem literarischen Treffen in Texidors Haus traf Duggan auf Barbara Mary Platts, die als Physiotherapeutin am Auckland Hospital tätig war. Die beiden heirateten am 11. Februar 1946 in der St Peter’s Church in Takapuna und bezogen ein Jahr später ein Haus in Forrest Hill, einem der nördliche Vororte Aucklands, und lebten dort bis zu seinem Tod.
Von Anfang an lehnte Duggan Sargesons neuseeländischen umgangssprachlichen frühen Stil ab und zeigte mit der Ermutigung seines Mentors eine Kompliziertheit und Ungeduld mit konventionellen Formen, die zu Eigenschaften seiner Werke wurden. Seine frühen Geschichten waren durch etwas geschwächt, was er selbst später als eine „Gewohnheit der Rhetorik“ (‚habit of rhetoric‘) beschrieb. Bald jedoch zeigten seine Arbeiten eine Eleganz und Kultiviertheit, die einen Kontrast zeigten zu der sozial-realistischen neuseeländischen Literatur und er entwickelte eine Aufmerksamkeit zur Sprache, die mehr lyrisch als prosaisch war. Six place names and a girl, eine Reihe von kurzen, eindrucksvollen Absätzen, die Gebiete in den Hauraki Plains und die Gefühle eines entlaufenen Jungen beschrieben, bewiesen einen technischen Durchbruch und erschienen in der 1947 von Charles Brasch gegründeten Literaturzeitschrift Landfall, so wie ein Großteil seiner späteren Arbeiten.

### Europareise, Erkrankung an Tuberkulose und literarische Auszeichnungen
1950 reiste Maurice Duggan mit seiner Frau nach England und unternahm Reisen nach Italien und Spanien. Während seiner Zeit in London schrieb er zahlreiche der Kurzgeschichten, die letztlich in seiner ersten Sammlung von Kurzgeschichten, Immanuel’s Land, veröffentlicht wurden. Während eines weiteren Aufenthalts in Spanien erkrankte er Ende 1952 an Tuberkulose und musste überstürzt nach Neuseeland zurückkehren. Er erholte sich davon, erlitt aber einen Rückfall in Auckland, und musste sich in den folgenden zehn Jahren immer wieder erholen. 1954 wurde sein einziges Kind, ein Sohn, geboren.
Er setzte in der Zwischenzeit seine schriftstellerische Arbeit fort und die Veröffentlichung von Immanuel’s Land im Jahr 1956 begründete seine Bedeutung für die neuseeländische Literaturszene, insbesondere nachdem ihm hierfür 1957 der Hubert Church Memorial Award for Prose sowie 1958 der Katherine Mansfield Memorial Award verliehen wurden. Duggan schrieb ferner das Kinderbuch Falter Tom and the water boy, das mit Erfolg auch in Großbritannien und den USA veröffentlicht sowie 1959 mit dem Esther Glen Award ausgezeichnet wurde, dem renommiertesten Literaturpreis für neuseeländische Kinder- und Jugendliteratur.

### Robert Burns Fellowship und Arbeit als Werbetexter
1960 wurde Duggan nach Ian Cross der zweite Inhaber der Robert Burns Fellowship der University of Otago, die als Neuseelands bedeutendste Fellowship auf dem Gebiet der Literatur angesehen wird. Während seines Jahres in Dunedin arbeitete er an einem Roman, den er jedoch niemals vollendete. Er verfasste auch Riley’s handbook und zahlreiche der Kurzgeschichten seines nächsten Sammelbandes, Summer in the gravel pit, der 1965 mit großer Anerkennung in Großbritannien und Neuseeland erschien. Zu den bekanntesten Kurzgeschichten wurde „Along Rideout Road That Summer“, die 1963 erschien.
Nach seiner Rückkehr nach Auckland 1961 nahm er eine Tätigkeit als Werbetexter bei der Werbeagentur Carlton-Carruthers du Chateau auf, die ihn zeitlich und inhaltlich stark einband. 1965 wurde er Chef-Werbetexter bei der Agentur J. Inglis Wright Advertising, ließ sich jedoch 1966 für freistellen, nachdem ihm die Scholarship in Letters verliehen wurde. Während dieses Jahres vollendete er die Geschichten, die schließlich in seiner letzten Kurzgeschichtensammlung O’Leary’s orchard 1970 veröffentlicht wurden. Ende 1966 kehrte er zu J. Inglis Wright Advertising zurück und übernahm dort die Funktion als Creative Director.

### Alkoholismus, Krebserkrankung und Tod
Die verbleibenden 1960er Jahre stifte Duggan seine komplette Energie der Werbung. Zeitgleich verfiel er zunehmend dem Alkoholismus und zog sich, außerhalb seines Berufslebens, fast vollständig zurück. Im Oktober 1971 wurde er Mitglied des Vorstandes von J. Inglis Wright Advertising, musste das Unternehmen aber 14 Monate später im Dezember 1972 verlassen, nachdem seine Trunksucht außer Kontrolle geriet. Den Großteil des Jahres 1973 verbrachte er in oftmals albtraumhaften Umständen im Oakley Hospital in Auckland, ehe er im August 1973 die Alkoholsucht überwunden hatte und zu seiner Familie zurückkehrte. 
Letztlich wurde bei ihm jedoch wenige Monate Ende 1973 Krebs festgestellt. Sein letztes Lebensjahr widmete er der Schriftstellerei sowie dem Kampf gegen diese neuerliche Krankheit. Er vollendete seine letzte Kurzgeschichte „The Magsman miscellany“, die dann aber erst posthum erschien. Am 11. Dezember 1974 verstarb er im Lister Hospital in Takapuna.

## Veröffentlichungen
- Immanuel’s Land, 1956
- Falter Tom and the water boy, 1958
- Summer in the gravel pit, 1965
- O’Leary’s orchard, 1970
- The Fabulous McFanes and Other Children’s Stories, 1974

## Hintergrundliteratur
- R. Dudding (Herausgeber): Beginnings, Wellington, 1980
- I. Richards: To bed at noon, Auckland, 1997